# Compsomelissa borneri
Compsomelissa borneri là một loài Hymenoptera trong họ Apidae. Loài này được Alfken mô tả khoa học năm 1924.